# Мартинес де Ирала, Доминго

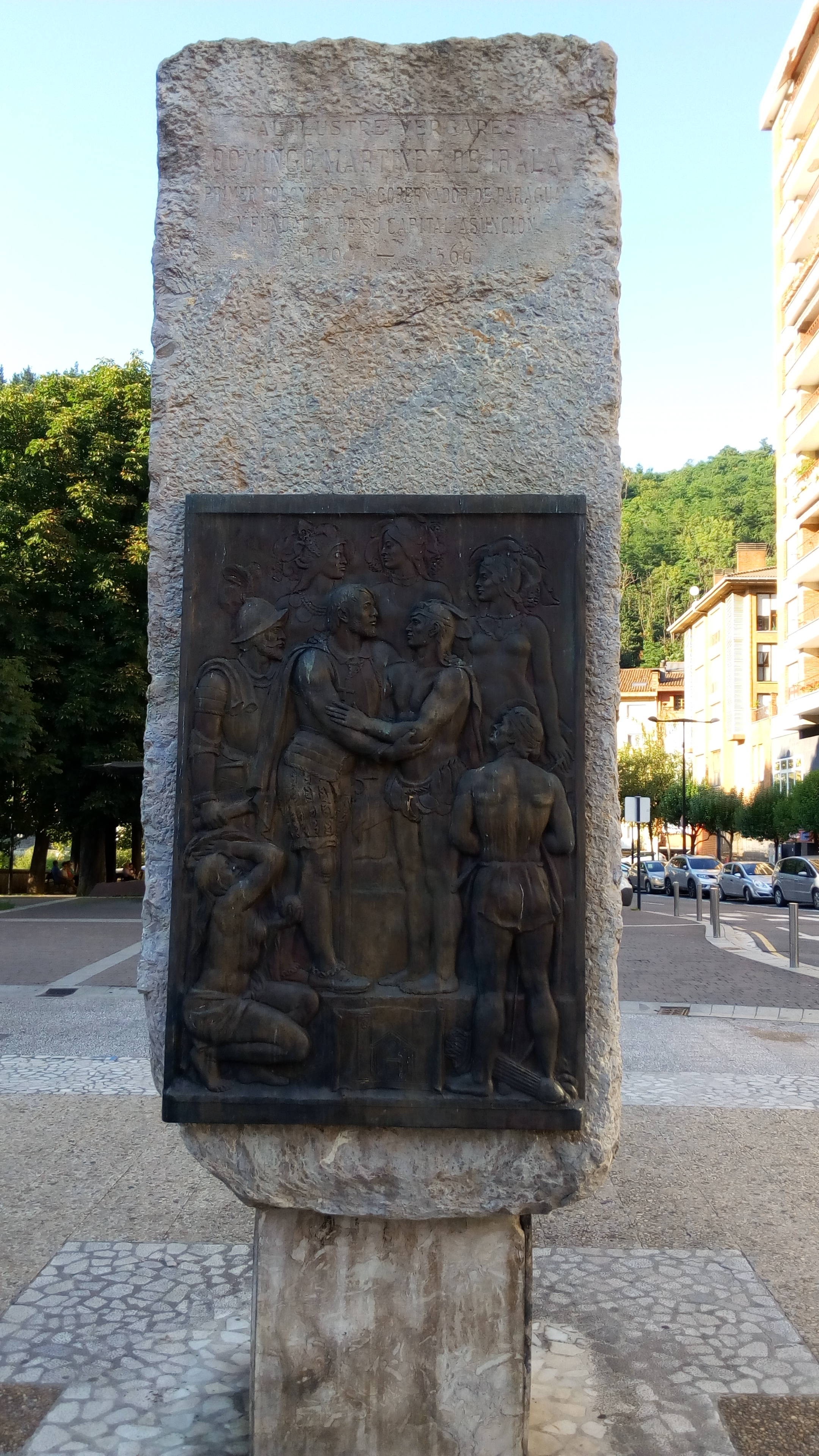
Монолит в честь Доминго Мартинеса де Ирала в городе Вергара, откуда он родом.

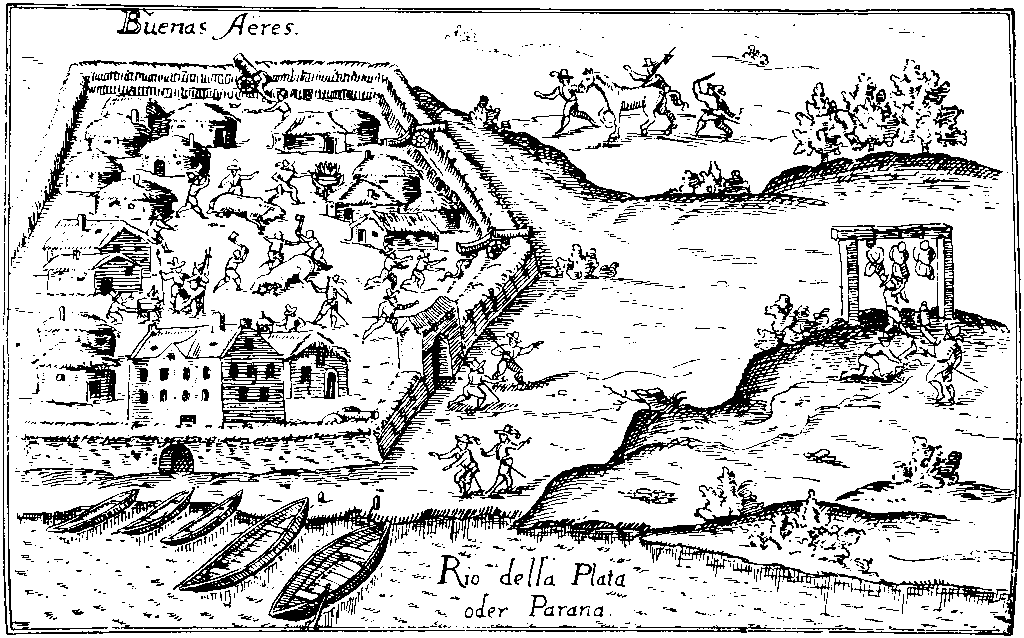
Буэнос-Айрес вскоре после основания.

Доми́нго Марти́нес де Ира́ла (исп. Domingo Martínez de Irala; 1509, Вергара, Гипускоа — 1556, Асунсьон, Парагвай) — испанский конкистадор баскского происхождения.
Доминго Мартинес де Ирала родился в 1509 году в баскской деревне Вергара, в Гипускоа, под юрисдикцией Старой Кастилии, которая была частью одноимённой короны до 1516 года.

## Биография
Он был сыном дворян Мартина Переса де Ирала (ок. 1479 г.) и Марины де Альбисуа Толедо (ок. 1489 г.).
Отправился в Америку в 1535 году в составе экспедиции Педро де Мендосы при исследовании Рио-де-ла-Плата. Участвовал в основании Буэнос-Айреса в 1536 г., и при Мендосе он боролся против индейских племен. Исследовал реки Парана и Парагвай вместе с Хуаном де Айоласом, командовал арьергардом, когда отряд Айоласа был уничтожен индейцами Пайагуа.
Был назначен 2 февраля 1537 года лейтенантом Айоласа в «Пуэрто-де-ла-Канделария» — в окрестностях нынешней Бахия-Негра. Новая колония получила от Карла V право выбирать собственного командующего, и в августе 1538 года конкистадоры избрали де Ирала генерал-капитаном Рио-де-ла-Платы.
В 1539 году де Ирала начал переселять население Буэнос-Айреса в Асунсьон, город был оставлен в 1541 году.
6 января 1543 года в регионе Чакена Ирала основал город «Пуэрто-де-лос-Рейес» на берегах реки Парагвай и Лагуна-де-Жарайес, на берегу лагуны Ла-Гайба.
Позже Карл V назначал других губернаторов провинции, однако фактически власть оставалась в руках де Ирала.
В 1545 году Ирала отправился в исследовательскую экспедицию через Чако Бореал с лейтенантом Франсиско де Мендоса, оставшимся на своем посту, и подготовил кампанию против гуарани, а также открыл для себя землю Сабая. Когда он вернулся в город Асунсьон в 1549 году, он узнал, что произошли большие беспорядки, и повстанцы обезглавили Франсиско де Мендосу, а также были свергнуты со своего поста в прошлом году и пришли к власти Диего де Абреу, Самозваный генерал-губернатор Асунсьона и капитан Гонсало де Мендоса были вынуждены объявить себя временно исполняющим обязанности губернатора, но 13 марта нынешним большинством голосов Ирала была заменена. Временный губернатор Мартинес де Ирала приказал казнить лейтенанта Абреу и назначил Мендосу губернатором.
Так было при назначении Альвара Нуньеса Кабеса де Вака, позже отозванного в Испанию по обвинению в предательстве, и после назначения губернаторами Хуана де Санабриа и его сына Диего в 1547 и 1549 годах. Все они так и не смогли вступить в должность, и в 1552 году король подтвердил назначение де Ирала губернатором.
В 1554 году Ирала отправил своего племянника Эстебана де Вергара в Мадрид, чтобы рассказать королю о его услугах и превратностях, и, в свою очередь, король назначил его правителем Рио-де-ла-Плата. За время его губернаторства активно основывались новые города, местное население порабощалось и распределялось среди колонистов.
Правление де Ирала продолжалось вплоть до его смерти в 1556 году. После смерти де Ирала пост губернатора занял Гонсало де Мендоса.